# Дэнс-Холланд, Натаниэль
Баронет Натаниэль Дэнс-Холланд (англ. Sir Nathaniel Dance-Holland, 1st Baronet; 8 мая 1735 или 18 марта 1735, Великобритания — 15 октября 1811, Дидкот, Оксфордшир) — британский художник-портретист.

## Биография
Родился в 1735 году в семье архитектора Джорджа Дэнса-старшего. Изучал живопись под руководством Фрэнсиса Хеймана, после чего для продолжения образования отправился в Италию. 
После возвращения в Британию, стал успешным художником-портретистом. Среди его работ выделялись портреты капитана Джеймса Кука (наиболее хрестоматийный и наиболее часто воспроизводимый портрет), короля Георга III, актёра Дэвида Гаррика (два портрета: в роли Ричарда III в одноименной пьесе Шекспира и в партикулярном платье), и множество других. 
Дэнс-Холланд был женат на Харриет Бишоп (ум. 1825), дочери баронета Сесила Бишоппа и вдове богатого парламентария Томаса Даммера.
В 1790 году отошёл от художественной деятельности и стал членом Палаты общин британского парламента. В 1800 году получил от короля титул баронета. Заседал в Палате общин больше 20 лет.
Скончался в 1811 году в Лондоне, находясь в должности.

## Галерея

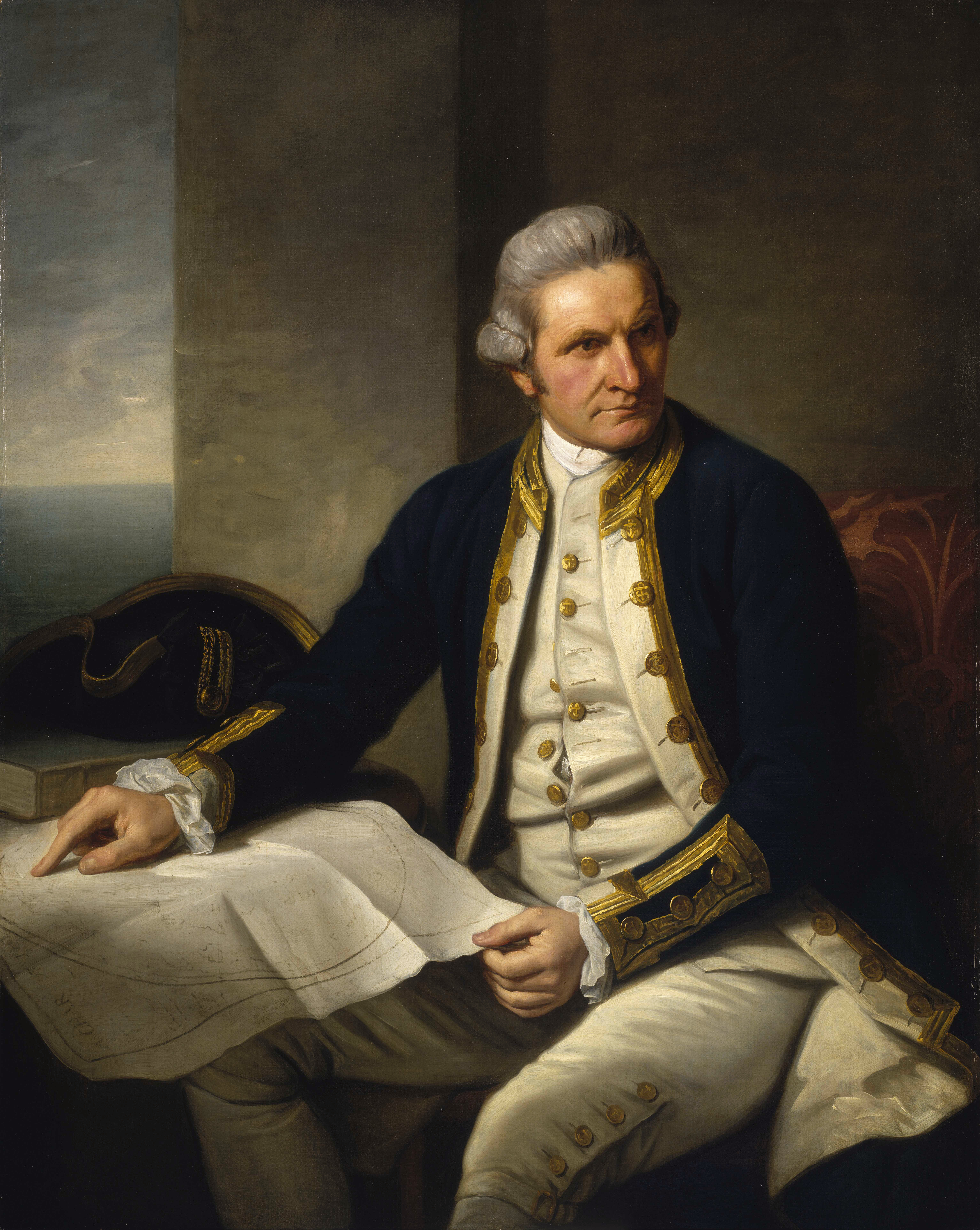
Портрет капитана Джеймса Кука, 1775/76, Национальный морской музей (Великобритания)
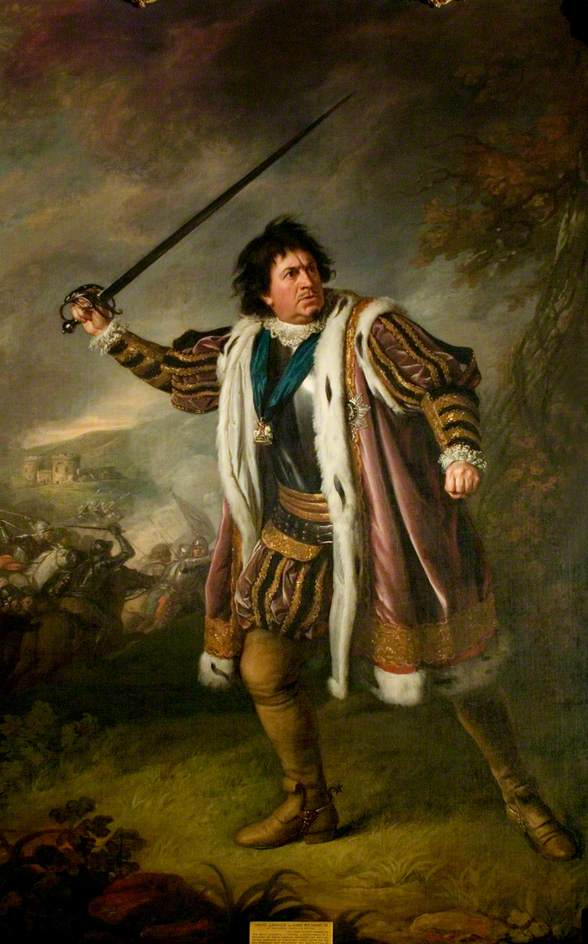
Актёр Дэвида Гаррика в роли Ричарда III. Стратфорд-апон-Эйвон (родной город Шекспира), городская ратуша.
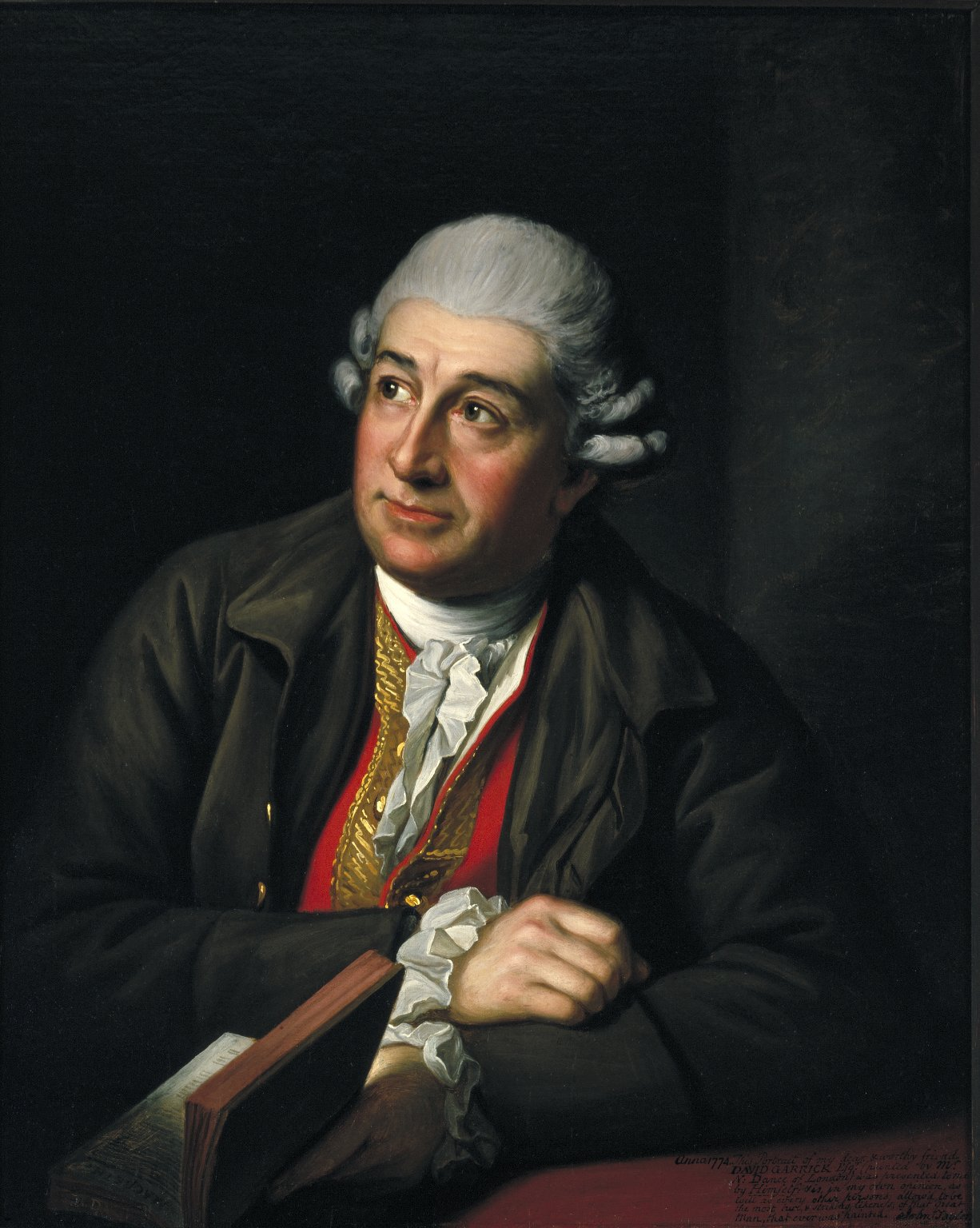
Актёр Дэвид Гаррик в партикулярном платье. 1774, Шекспировская библиотека Фолджера
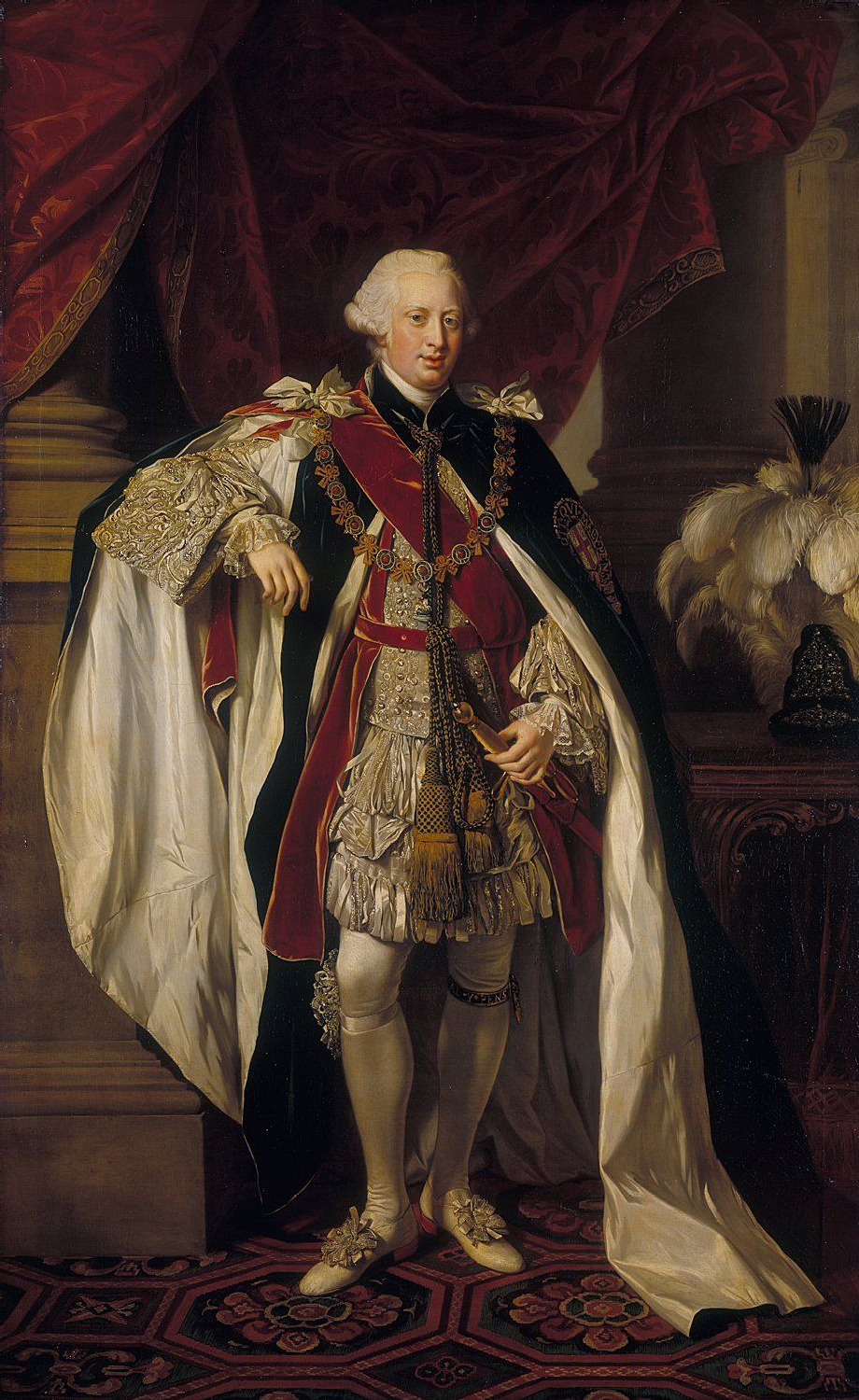
Эдуард, герцог Йоркский и Олбани. Ок. 1764/1765, британская Королевская коллекция
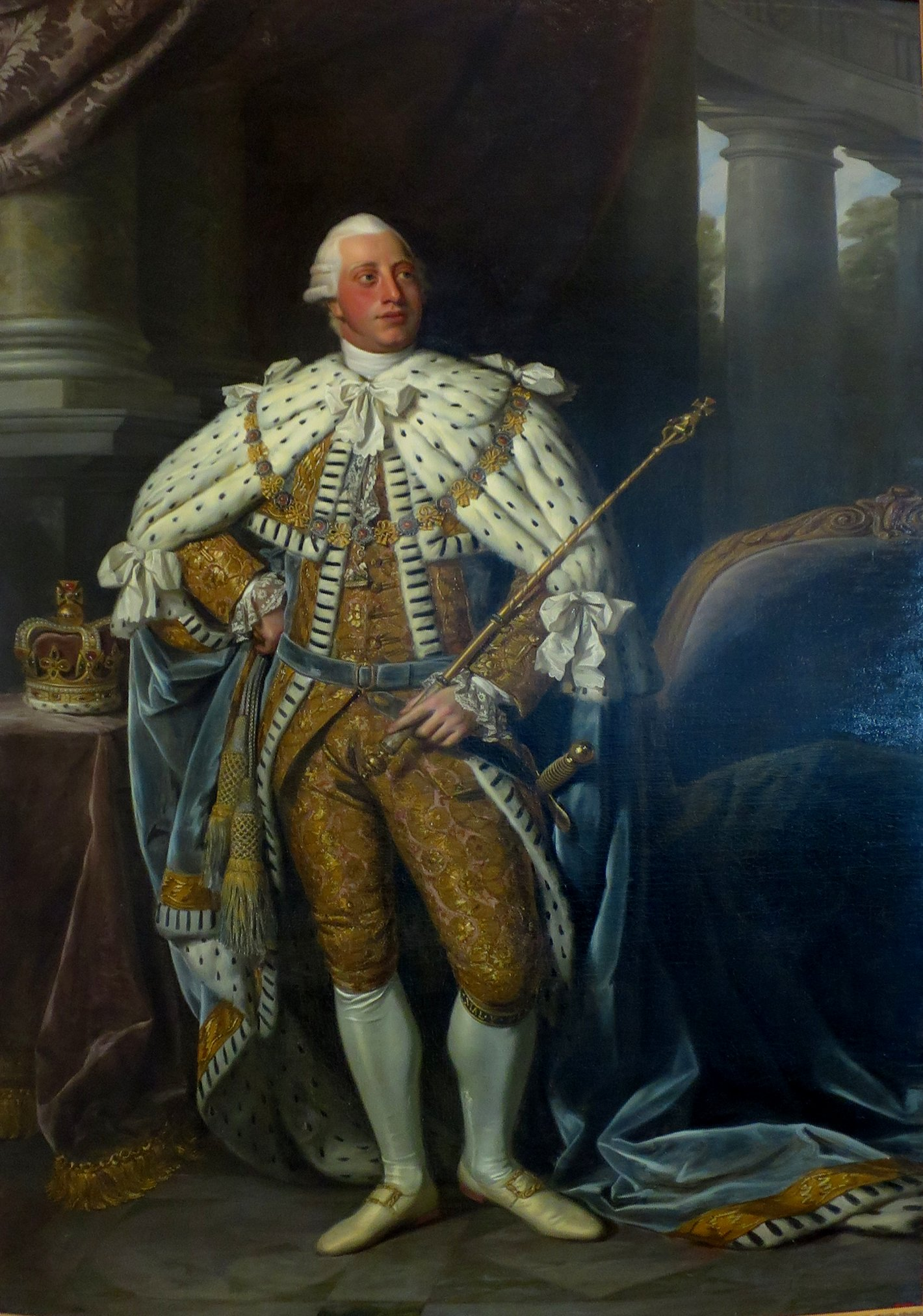
Король Георг III, 1773, Государственный Эрмитаж, Санкт-Петербург
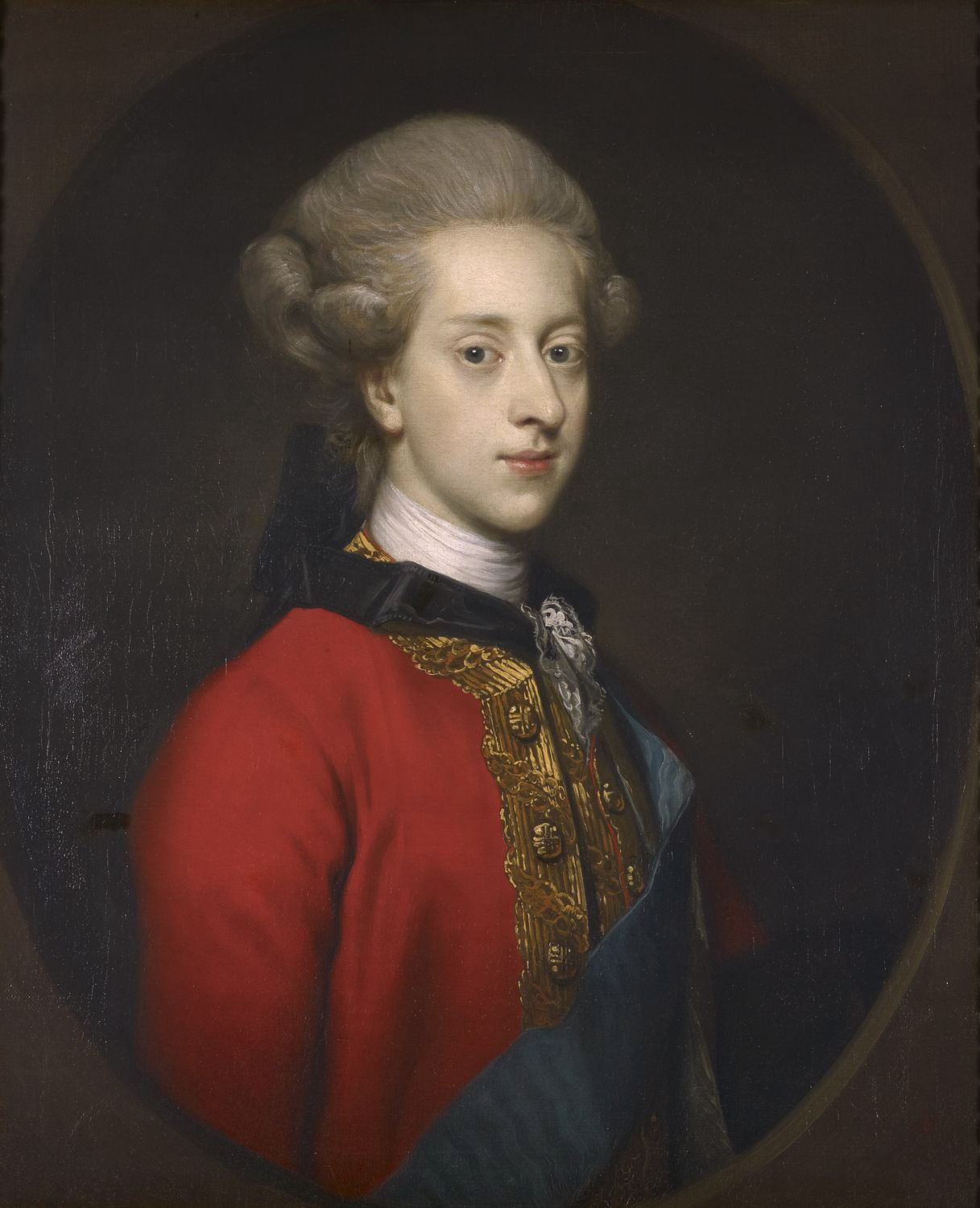
Король Дании Кристиан VII, 1768, британская Королевская коллекция
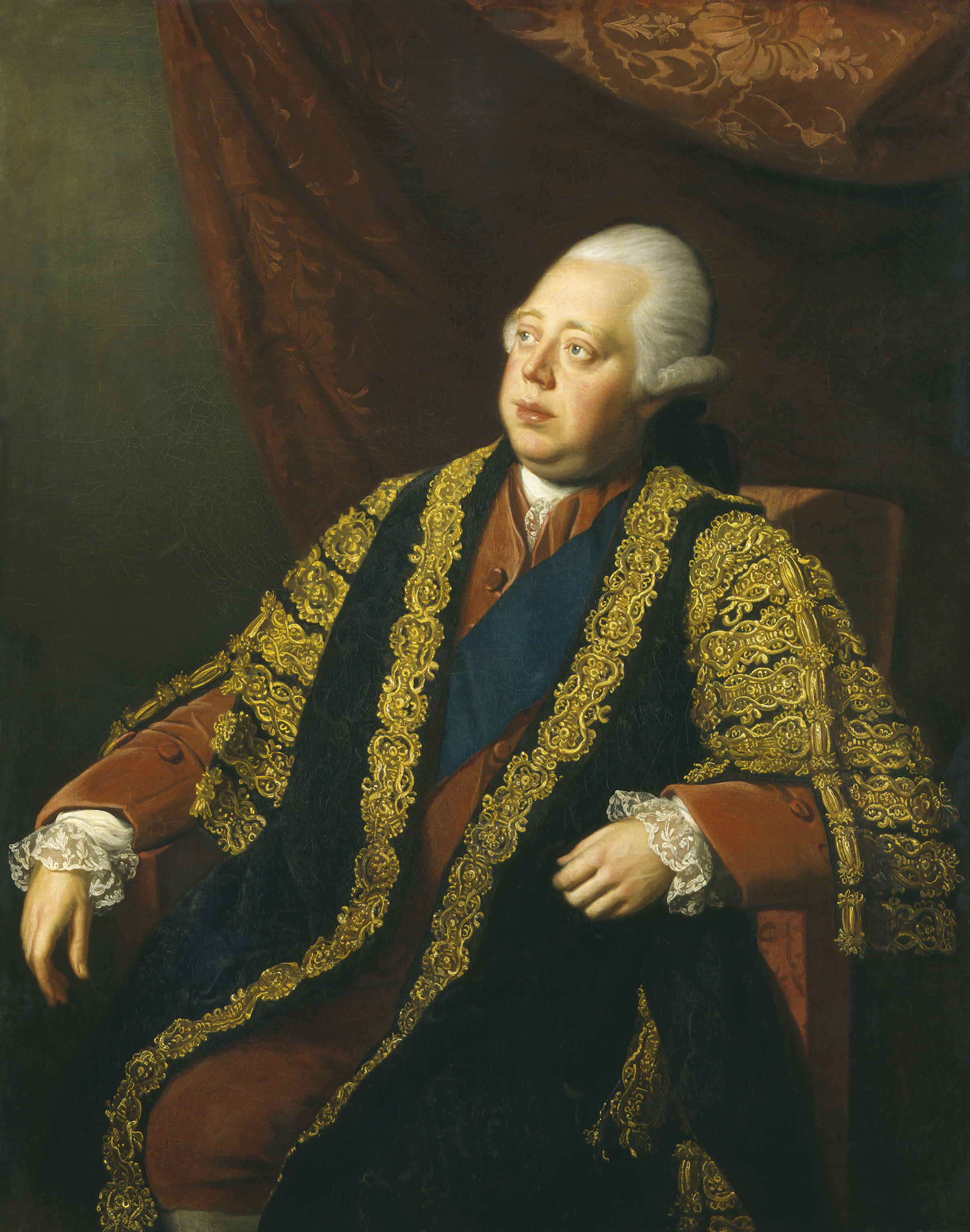
Премьер-министр Великобритании Фредерик Норт.
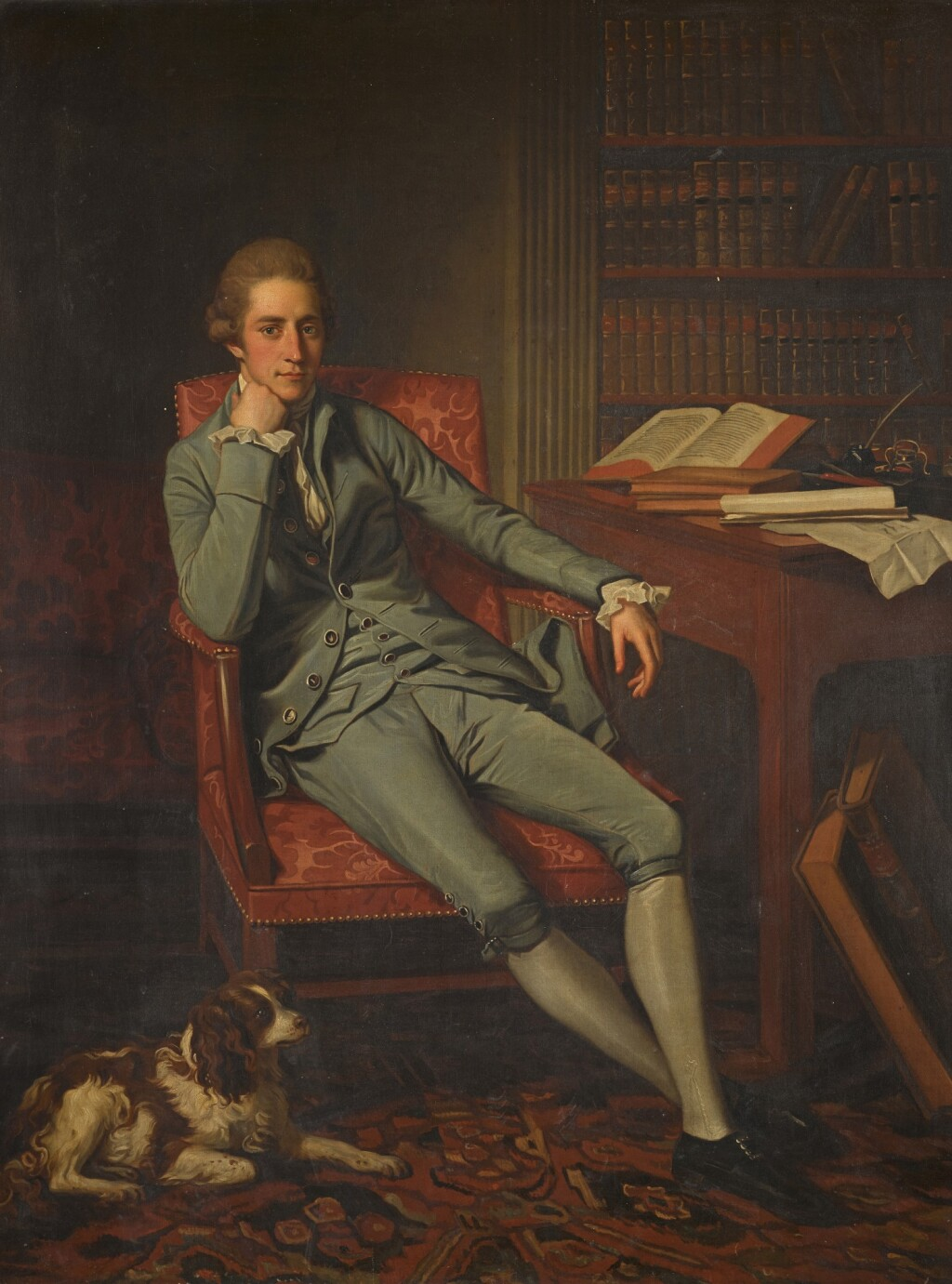
Британский государственный деятель Уильям Иден. Частное собрание.
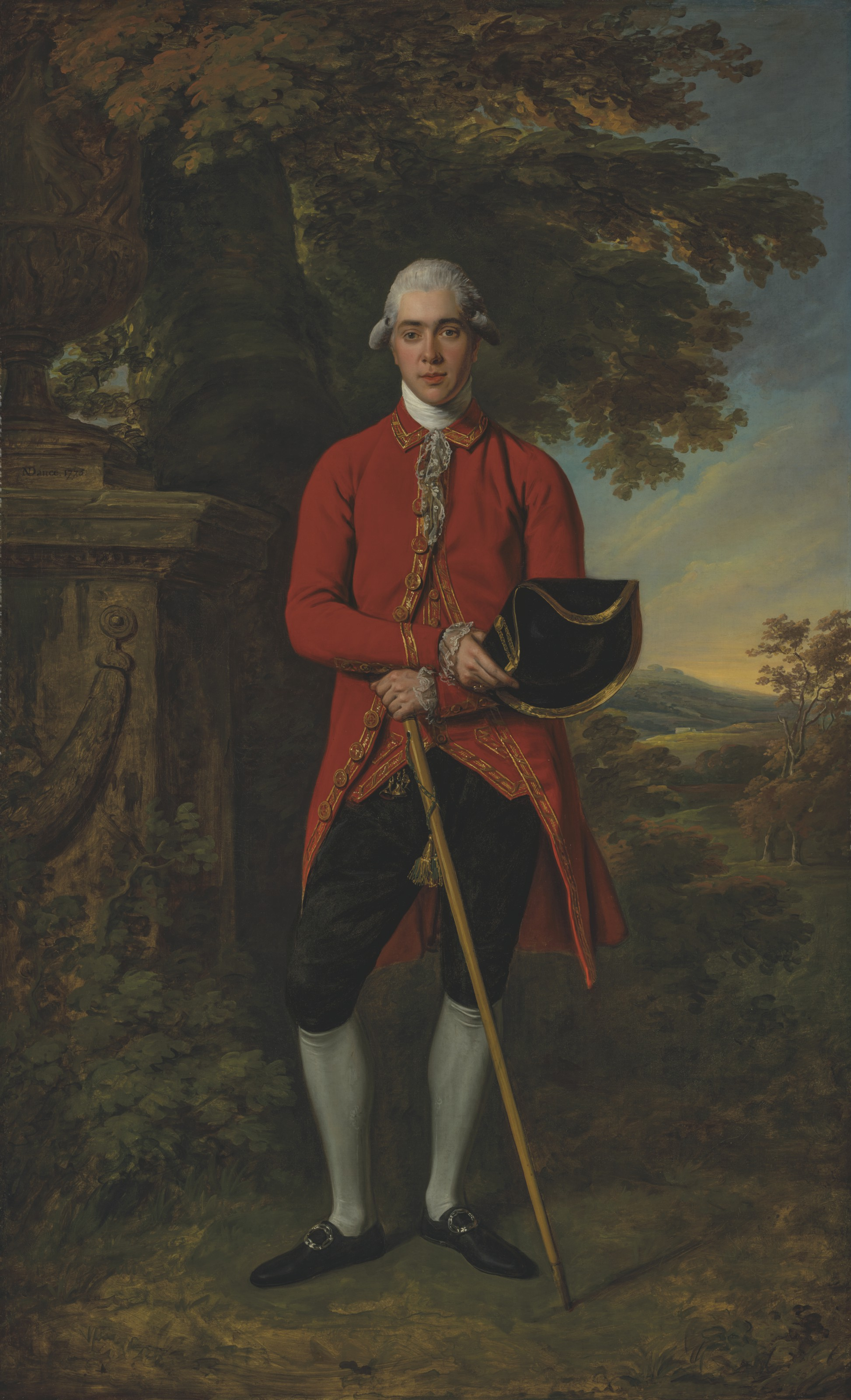
Валлийский промышленник Томас Эштон-Смит. Частное собрание.
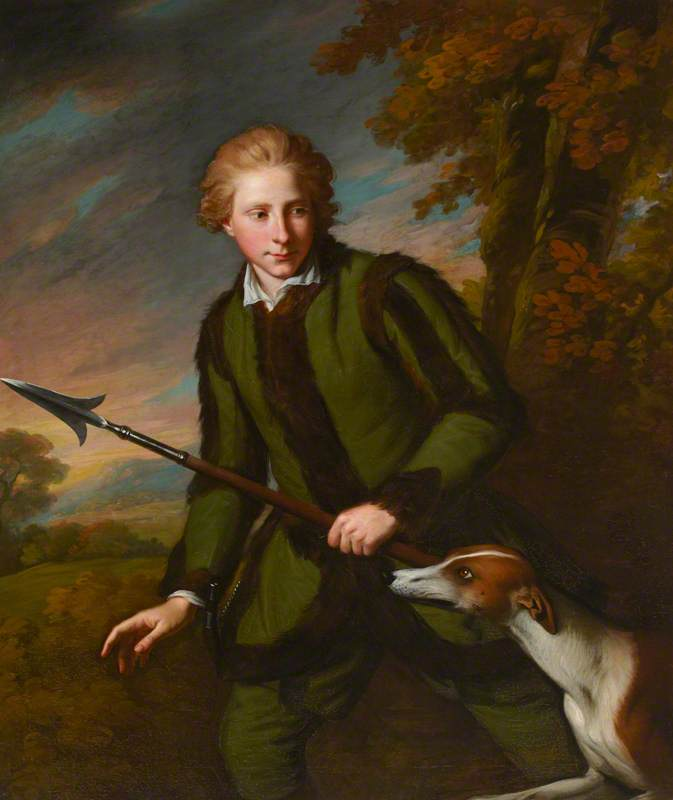
Баронет Генри Фетерстоунхоу в охотничьем костюме. Около 1770, британский Национальный фонд
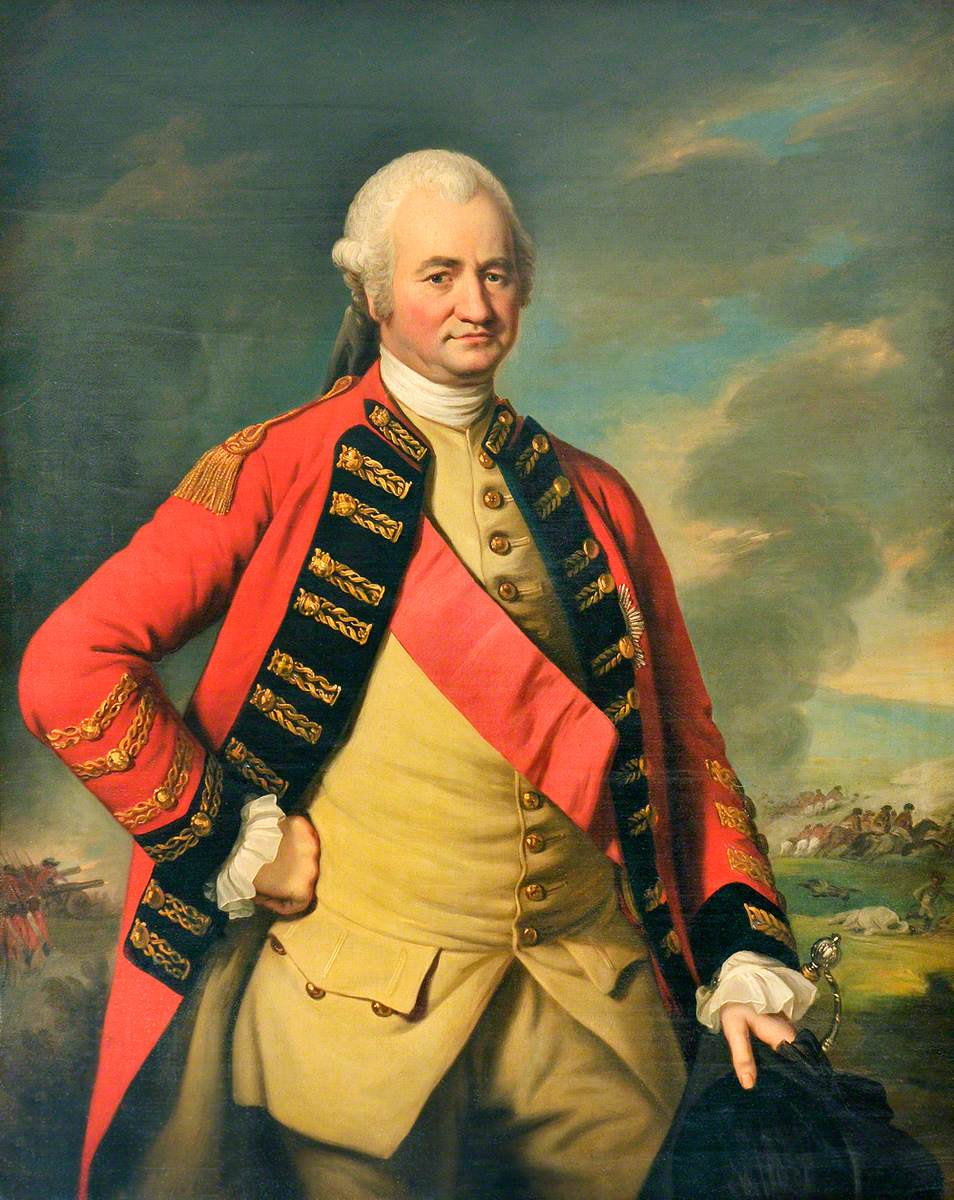
Роберт Клайв, одержавший победу при Плесси, Национальная портретная галерея (Лондон)